# Colin in black & white
Colin in black & white és una sèrie docudrama estatunidenca de sis episodis que es va estrenar a Netflix el 29 d'octubre de 2021. Abans de la seva estrena, l'episodi pilot va projectar-se al Festival Internacional de Cinema de Toronto del 2021.

## Argument
Colin in black & white és una dramatització dels anys d'adolescència de l'atleta Colin Kaepernick i les experiències que el van portar a convertir-se en activista antiracista.